# Luisa Valenzuela

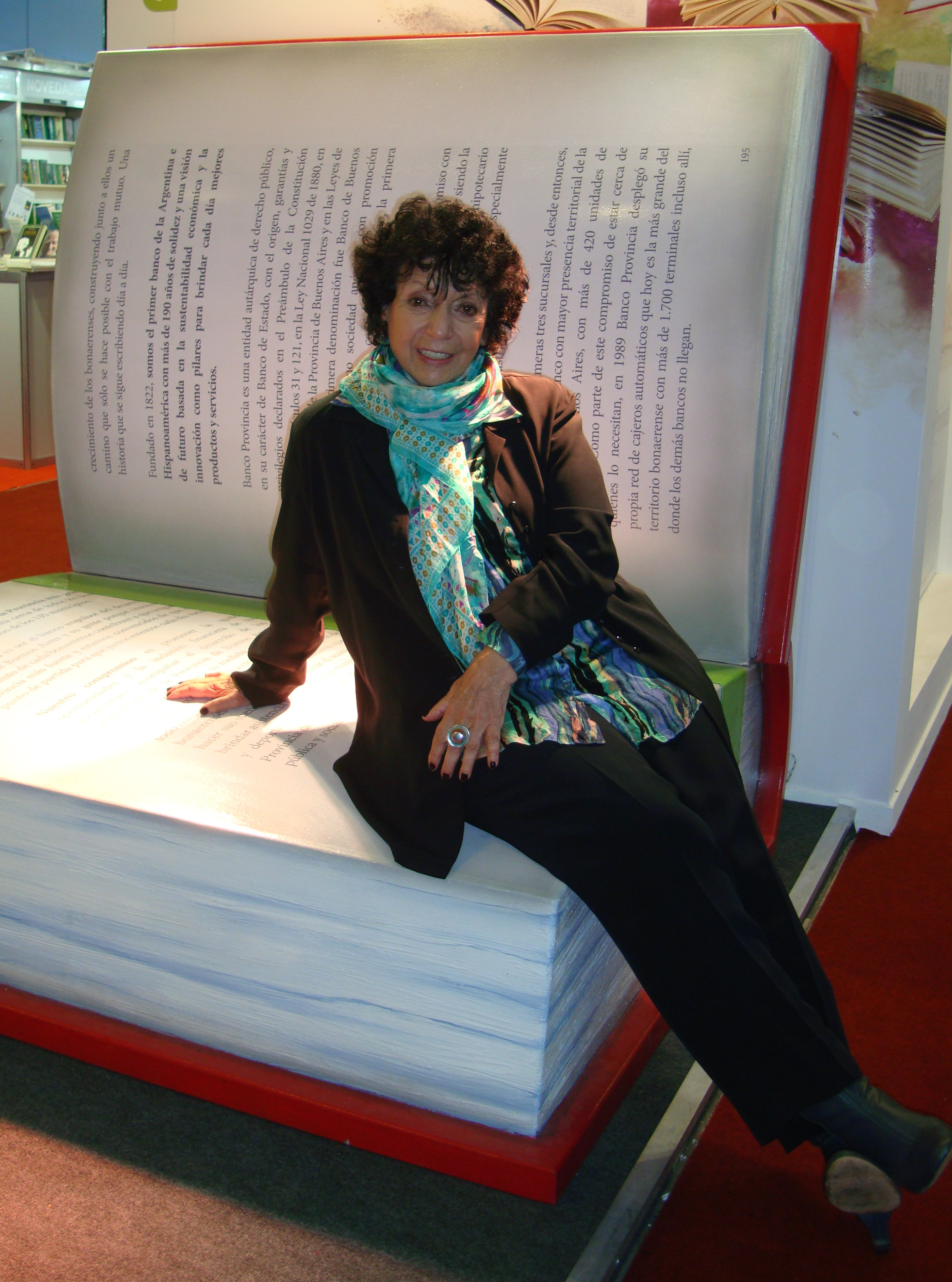
Luisa Valenzuela auf der Buchmesse in Buenos Aires 2017

Luisa Valenzuela (* 26. November 1938 in Buenos Aires, Argentinien) ist eine argentinische Schriftstellerin und Journalistin.

## Leben
Luisa Valenzuela wurde am 26. November 1938 in Buenos Aires, Argentinien, als Tochter der Schriftstellerin Luisa Mercedes Levinson und eines Arztes geboren. Im Haus ihrer Mutter gingen Autoren wie Adolfo Bioy Casares, Jorge Luis Borges oder Ernesto Sábato aus und ein. Obwohl sie sich als Kind mehr zu den Naturwissenschaften hingezogen fühlte, begann sie mit 17 Jahren in verschiedenen Zeitschriften zu publizieren, wie Atlántida, El Hogar, Esto Es, und arbeitete auch für Radio Belgrano. Mit zwanzig, kurz nach ihrer Heirat mit einem französischen Geschäftsmann, ließ sie sich in Paris nieder, wo sie für Radio Télévision Française arbeitete und Mitglieder der Gruppe Tel Quel und des "Nouveau Roman" kennenlernte. Dort schrieb sie auch ihren ersten Roman Hay que sonreír. 1958 wurde ihre Tochter Anna-Lisa geboren. 1961 kehrte sie in ihr Heimatland zurück, um für die Tageszeitung La Nación und bei der Zeitschrift Crisis zu arbeiten. 1965 erfolgte die Scheidung von ihrem Ehemann. 1967/68 unternahm sie im Auftrag von La Nación ausgedehnte Reisen durch Bolivien, Peru und Brasilien.
1969 erhielt sie ein Fulbright-Stipendium für die University of Iowa, wo sie im International Writers' Programm einen weiteren Roman verfasste, El gato eficaz. Zwischen 1972 und 1974 lebte sie abwechselnd in Mexiko, Paris und Barcelona, mit einem kurzen Aufenthalt in New York City, wo sie Stipendiatin des argentinischen Fondo Nacional de las Artes war.
Im Zuge der sich verschärfenden Militärdiktatur (dem sogenannten Proceso de Reorganización Nacional) in Argentinien, dessen Zensur ein Teil ihres Romans Como en la guerra zum Opfer fiel (sie musste eine Folterszene streichen), ging sie 1979 in die USA, wo sie die nächsten 10 Jahre verbrachte. Auch ihr Erzählband Cambio de armas (Waffentausch) erschien dort, so wie auch ihr Roman Cola de lagartija, dessen Hauptfigur der ehemalige Innenminister von Isabel Perón, José López Rega ist.
Luisa Valenzuela wirkte als "Distinguished Writer in Residence" am Center for Inter-American Relations und an der City University of New York sowie der Columbia University, wo sie zehn Jahre lang Leiterin einer literarischen Schreibwerkstatt war. Sie hielt auch Vorträge und Kurse an der Northwestern University, der University of Wisconsin und an der Pan American Society of New England. Sie wird Fellow of the Institute for the Humanities of New York University, Member of Fund for Free Expression und Member of Freedom to Write Committee of PEN American Center. 1983 erhielt sie ein Guggenheim-Stipendium. Nach einem kurzen Besuch in ihrem Heimatland 1983 (nach der Wiedereinführung der Demokratie), kehrte sie 1989 endgültig nach Buenos Aires zurück, wo sie ihre Romane Realidad nacional desde la cama (eigentlich eine Auftragsarbeit fürs Theater) und Novela negra con argentinos beendete.
2001 widmete ihr die kubanische Casa de las Américas in Havanna ein einwöchiges Symposium. 2002 wurde eine Tagung über Luisa Valenzuelas literarisches Werk im Museo de Arte Latinoamericano de Buenos Aires (MALBA) abgehalten. Im November 2008 wurde ein Symposium zu ihrem 70. Geburtstag an der Universität Wien abgehalten, an dem internationale Experten teilnahmen. Zur Zeit (2008) lebt sie in Buenos Aires, wo sie als Journalistin tätig ist.

## Preise und Auszeichnungen
- 1965: Kraft Award für ihr journalistisches Werk
- 1966: Premio del Instituto Nacional de Cinematografía für das Drehbuch „Clara“, nach ihrem Roman Hay que sonreír
- 1969: Fulbright-Stipendium für die Teilnahme am „International Writers Program“ der University of Iowa
- 1972: Stipendium des Fondo Nacional de las Artes für Forschungsarbeiten in New York
- 1981/82: Fellow of the Institute for the Humanities of New York University
- 1983: Guggenheim-Stipendium
- 1985: Distinguished Writer in Residence at New York University
- Ehrendoktorwürde des Knox College, Illinois
- 1997: Medaille "Machado de Assis" der Academia Brasilera de Letras
- 2004: Premio Astralba der Universidad de Puerto Rico für ihr Gesamtwerk
- 2011: Mitglied der American Academy of Arts and Sciences
- 2016: Gran Premio de Honor de la Sociedad Argentina de Escritores
- 2017: Ehrendoktorwürde der Universidad Nacional de San Martín, Argentinien
- 2019: Premio Carlos Fuentes

## Werk

### Romane
- Hay que sonreír. Buenos Aires: Editorial Americalee, 1966. (CD-Rom: Buenos Aires, Ediciones La Margarita Digital, 2004).
- El gato eficaz. México: Ediciones Joaquín Mortíz, 1972. (Neuere Ausgaben: Buenos Aires: Ediciones de la Flor, 1991, 2001).
- Como en la guerra. Buenos Aires: Sudamericana, 1977. (Neuere Ausgaben: La Habana: Ediciones Casa de las Américas, 2001).
- Cola de lagartija. Buenos Aires: Editorial Bruguera, 1983. (Neuere Ausgaben: México: Difusión Cultural, UNAM, 1992. México: Planeta, 1998).
- Realidad nacional desde la cama. Buenos Aires: Grupo Editor Latinoamericano, 1990, 1993.
- Novela negra con argentinos. Barcelona: Ed. Plaza y Janés, 1990. (Neuere Ausgaben:  Hanover (N.H.): Ediciones del Norte, 1990. Buenos Aires: Editorial Sudamericana, 1991).
- La Travesía. Buenos Aires: Editorial Norma, 2001. (Neuere Ausgaben: Editorial Alfaguara, México, 2002, Bogotá 2002).
- El Mañana. Buenos Aires: Seix Barral, 2010.

### Erzählungen und Kurzgeschichten
- Los heréticos. Buenos Aires: Editorial Paidós, 1967.
- Aquí pasan cosas raras. Buenos Aires: Ediciones de la Flor, 1975 und 1991.
- Libro que no muerde. México: Difusión Cultural, UNAM, 1980.
- Cambio de armas. Ediciones del Norte, Hanover, 1982. (Neuere Ausgaben: México: Martín Casilla Editores, 1982. Buenos Aires: Editorial Norma, 2004).
- Donde viven las águilas. Buenos Aires: Editorial Celtia, 1983.
- Simetrías. Buenos Aires: Ed. Sudamericana, 1993. (Neuere Ausgabe: Barcelona: Ed. Plaza y Janés, 1997).
- Antología personal. Buenos Aires: Ediciones Desde la Gente, 1998.
- Cuentos completos y uno más. México / Buenos Aires: Alfaguara, 1999, 2001.
- Simetrías/Cambio de Armas (Luisa Valenzuela y la crítica). Valencia: Ediciones ExCultura, 2002.
- El placer rebelde. Antología general. Prólogo y selección de Guillermo Saavedra. Buenos Aires, México: Fondo de Cultura Económica, 2003.
- Microrrelatos completos hasta hoy. Córdoba (Arg.): Editorial Alción, 2004.
- Trilogía de los bajos fondos (Hay que sonreír, Como en la guerra, Novela negra con argentinos). México: Fondo de Cultura Económica, 2004.
- Generosos inconvenientes. Antología de cuentos. Edición de Francisca Noguerol Jiménez. Palencia: menoscuarto ediciones, 2008. (reloj de arena, 35)
- Tres por cinco. Madrid: Páginas de Espuma, 2008. (Colección Voces / Literatura)
- Juego de villanos. Barcelona: Thule Ediciones, 2008. (Colección Micromundos, 18)

### Essays
- Peligrosas Palabras. Buenos Aires: Editorial Temas, 2001. (Neuere Ausgabe: México: Editorial Océano, 2002).
- Escritura y Secreto. México: Editorial Ariel, 2002. (Neuere Ausgabe: México: Fondo de Cultura Económica, 2003).
- Los deseos oscuros y los otros (cuadernos de New York). Buenos Aires: Ed. Norma, 2002.
- Acerca de Dios (o aleja). Rosario: Editorial Fundación Ross, 2007. (Semillas de Eva).
- Taller de escritura breve. Lima: Editorial Sarita Cartonera, 2007.

### Übersetzungen
Fast alle Texte von Luisa Valenzuela sind ins Englische übersetzt worden, teilweise auch ins Deutsche, Französische, Portugiesische, Holländische, Serbische und Japanische.
- Clara, 13 short stories and a novel. Harcourt, Brace and Jovanovich, USA 1976.
- "I’m Your Horse in the Night" (translation Rosette C. Lamont), en: Centerpoint (on Time, Space, Dream). Volume 2, Number 3 (issue 7). New York, Fall 1977.
- Strange Things Happen Here. 19 short stories and a novel. Translated by Helen Lane. New York/London: Harcourt, Brace and Jovanovich, 1979.
- The Lizard's Tail (a novel). Translated by Gregory Rabassa. New York: Farrar Straus and Giroux, 1983. (Andere Ausgabe: Serpent's Tail, England 1987).
- Other Weapons (novellas). Translated by Deborah Bonner. Hanover: Ediciones del Norte/Persea Books, USA 1985.
- Troca d’armas. Trad. Eduardo Brandão. Art Editora. Brasil, 1986. (portugiesisch)
- He Who Searches (a novel). Translated by Helen R Lane. Elmwood Park, IL: The Dalkey Archives, USA 1986.
- Wisseling van wapens. Vertaling Elisabeth van Elsen. Amsterdam: Uitgeverij Wereldbibliotheek, 1988. (holländisch)
- Open Door (selected short stories). Translated by Hortense Carpentier, J. Jorge Castello, Helen Lane, Christopher Leland, Margaret Sayers Peden, David Unger. San Francisco: North Point Press, USA 1988. (Andere Ausgabe: Serpent's Tail. England 1992).
- Buki no kokan. Übersetzt von Ayako Saito. Tokyo: Gendaikikakushitsu Publishers, 1990. (Raten amerika bungaku senshu, 2.)(japanisch)
- The Censors (selected short stories, bilingual edition). With translations by Hortense Carpentier [et al.]. Willimantic, CT: Curbstone Press, USA 1992.
- Black Novel (with Argentines). Translation by Toby Talbot. New York: Simon & Schuster,  1992. (Andere Ausgaben: Allen & Unwin, Australia 1992. Latin American Literary Review Press, USA 2001).
- Bedside Manners (a novel). Translated by Margaret Jull Costa. London/Nueva York: Serpent's Tail/High Risk, 1995. (Andere Ausgabe: Serpent's Tail, UK, 1995).
- Rec i Misao, Traducción Ksenija Bilbija. Belgrado: Izdavacko Preduzece "Rad", 1995. (serbisch)
- Symmetries (short stories). Translated from the Spanish by Margaret Jull Costa. London / Nueva York: Serpent’s Tail / High Risk, 1998.
- Clara (the novel). Translated by Andrea G. Labinger. Pittsburgh, PA: Latin American Literary Review Press, 1999.
- Romance negro com argentinos. Tradução Paloma Vidal. Rio de Janeiro/Belo Horizonte: Rios Ambiciosos / Autêntica Editora, 2001.
- Noir con Argentini (novela), Pierluigi Perosini Editore, Italia, 2003. (traduzien de Francesca Dalle Pezze, Vorwort: María Cecilia Graña)
- "Pantera oculare" en: María Cecilia Graña, Tra due specchi. 18 racconti fantastici di scrittrici latinoamericane, Roma: Fahrenheit 451, 2004. (Trad. Francesca Dalle Pezze).
- "Blind dates" en: Revista Pretext, Number 11, London 2005.
- Realtà nazionale vista dal letto. Prefazione di Antonio Melis, traduzione di Rodja Bernardoni. Iesa: Edizioni Gorée, 2006. (i calanchi, 4)
- "A family for Clotilde", en Wendy Martin, The art of short story. USA: Houghton Mifflin Company, 2006.
- "Uppmaning", "Der har mannen ar arena guldgruban", "Taggar", in: Karavan Nº 4. Estocolmo, 2005 (microrrelatos).

#### Übersetzungen ins Deutsche
- „Waffentausch“, in: AMORica Latina. Mein Kontinent, mein Körper. Erotische Texte lateinamerikanischer Autorinnen (übersetzt von Erna Pfeiffer), Wien: Wiener Frauenverlag, 1991, S. 143–168. (auch in: Liebesfieber. Zürich: Unionsverlag, 2002)
- „Nachts bin ich dein Pferd“, in: Frauen über den Krieg. Eine Sammlung bedeutender Stimmen gegen den Krieg. Hg. von Daniela Gioseffi. (übersetzt von Erna Pfeiffer), Wien: Wiener Frauenverlag, 1992, S. 271–275.
- „Nachts bin ich dein Pferd“, in: Die Hälfte des Himmels. Frauen in Lateinamerika, Afrika, Asien und der arabischen Welt. Zusammengeführt von Andrea Wörle. München: dtv, 1993, S. 262–265.
- „Symmetrien“, in: Torturada. Von Schlächtern und Geschlechtern (übersetzt von Erna Pfeiffer), Wien: Wiener Frauenverlag, 1993, S. 221–232.
- Offene Tore. Geschichten aus Lateinamerika. (Aus dem argentinischen Spanisch übersetzt von Erna Pfeiffer), Wien: Wiener Frauenverlag, 1996.
- „Tango“ (Übersetzt von Erna Pfeiffer), in ila (Zeitschrift der Informationsstelle Lateinamerika, Bonn) 226, 15. Juni 1999, S. 44–45.
- Feuer am Wort. Erzählungen. (Aus dem argentinischen Spanisch übersetzt von Helga Lion, Erna Pfeiffer, Julia Schwaighofer, Eva Srna und Birgit Weilguny). Edition Milo im Drava Verlag. Klagenfurt/Celovec 2008. ISBN 978-3-85435-558-8.
- Morgen. Roman. (Aus dem argentinischen Spanisch übersetzt von Helga Lion und Gerald Wallner). Edition Milo im Drava Verlag. Klagenfurt/Celovec 2010. ISBN 978-3-85435-624-0.

## Sekundärliteratur
- The Review of Contemporary Fiction, Luisa Valenzuela number. The Dalkey Archive Press, USA, Fall 1986.
- Magnarelli, Sharon: Reflections/Refractions, Reading Luisa Valenzuela. New York/Frankfurt: Peter Lang, 1988.
- Cordones-Cook, Juana María: Poética de la transgresión en la novelística de Luisa Valenzuela. New York/Frankfurt: Peter Lang, 1991.
- Martínez, Z. Nelly: El silencio que habla: aproximación a la obra de Luisa Valenzuela. Buenos Aires: Ediciones Corregidor, 1994.
- World Literature Today: Focus on Luisa Valenzuela. Oklahoma University Press, USA, Autumn 1995.
- Díaz, Gwendolyn / Lagos, María Inés et al.: La palabra en vilo: narrativa de Luisa Valenzuela. Santiago de Chile: Editorial Cuarto Propio, 1996.
- Pfeiffer, Erna: Territorium Frau: Körpererfahrung als Erkenntnisprozess in Texten zeitgenössischer lateinamerikanischer Autorinnen. Frankfurt: Vervuert, 1998.
- Letras Femeninas (Sondernummer über Luisa Valenzuela), vol. XXVII, Nº 1. Hg. Juanamaría Cordones-Cook. Madison (WI),  2001.
- Verschiedene Autoren, Casa de las Américas Nº 226. Semana de Luisa Valenzuela, La Habana, enero/febrero 2002.
- Luisa Valenzuela: Simetrías/Cambio de armas. Luisa Valenzuela y la crítica. Ediciones  ExCultura (España), 2002.
- Díaz, Gwendolyn  (ed.): Luisa Valenzuela sin máscara. Buenos Aires, Feminaria Editora, 2002.
- Bilbija, Ksenia: Yo soy trampa. Ensayos sobre la obra de Luisa Valenzuela. Buenos Aires, Feminaria Editora, 2003.
- Díaz, Gwendolyn, María Teresa Medeiros-Lichem und Erna Pfeiffer (eds.): Texto, contexto y postexto: Aproximaciones a la obra literaria de Luisa Valenzuela. Pittsburgh (PA): IILI, 2010 (Serie Nueva América).